# Остерхевер
Остерхевер (нем. Osterhever) — община в Германии, в земле Шлезвиг-Гольштейн.
Входит в состав района Северная Фризия. Подчиняется управлению Айдерштедт. Население составляет 238 человек (на 31 декабря 2010 года). Занимает площадь 18,43 км².
Официальным языком в населённом пункте, помимо немецкого, является севернофризский.